# 岡山県道268号白尾塩生線
岡山県道268号白尾塩生線（おかやまけんどう268ごう しろおしおなすせん）は、岡山県倉敷市を通る一般県道である。

## 概要
倉敷市児島白尾と倉敷市児島塩生を結ぶ。

### 路線データ
- 起点：倉敷市児島白尾（岡山県道266号長尾児島線交点）
- 終点：倉敷市児島塩生（塩生三差路交差点、国道430号交点）
- 通行不能区間：倉敷市児島柳田町 - 倉敷市児島塩生間

## 路線状況
一部地図には岡山県道393号鷲羽山公園線（鷲羽山スカイライン）と本路線玉野方面がつながっているように書いてあるものがあるが、実際はつながっておらず、その手前の小原池のほとりで道は終わっている。よって岡山県道393号鷲羽山公園線との接続関係はない。また、県道268号は現在の地図（2015年）で、県道と県道の間に市道があるという珍しい光景も、塩生地区で見られるが、看板などは無く、カーナビやスマホの地図で見る必要がある。そして、少し離れたところにある白馬トンネルを利用することによって迂回可能。トンネルを越えて降りたところまでは片側1車線だが、その先は左右どちらとも狭い道である。

### 重複区間
- 岡山県道62号玉野福田線（倉敷市児島由加）
- 岡山県道276号宇野津下之町線（倉敷市児島上の町4丁目・上の町北交差点 - 倉敷市児島上の町3丁目）

### 道路施設

#### 橋梁
- 昭和橋（白尾川、倉敷市）

## 地理

### 通過する自治体
- 倉敷市

### 交差する道路
| 交差する道路                             | 交差する場所                 | 交差する場所            |
| ---------------------------------------- | ---------------------------- | ----------------------- |
| 岡山県道266号長尾児島線                  | 児島白尾（しろお）           | 起点                    |
| 岡山県道62号玉野福田線 重複区間起点      | 児島由加（ゆが）             |                         |
| 岡山県道62号玉野福田線 重複区間終点      | 児島由加                     |                         |
| 岡山県道276号宇野津下之町線 重複区間起点 | 児島上の町4丁目              | 上の町北交差点          |
| 岡山県道276号宇野津下之町線 重複区間終点 | 児島上の町3丁目              |                         |
| 岡山県道21号岡山児島線                   | 児島上の町2丁目              | 中山団地北交差点        |
| 倉敷市道3050号茶屋児島自転車道3号線      | 児島柳田町（やないだちょう） |                         |
| 通行不能区間                             |                              |                         |
| 国道430号                                | 児島塩生（しおなす）         | 塩生三差路交差点 / 終点 |

### 交差する鉄道
- 本四備讃線（瀬戸大橋線）

### 沿線
- 倉敷市立琴浦北小学校
- 由加山蓮台寺・由加神社
- JR西日本本四備讃線（瀬戸大橋線） 上の町駅
- 下津井電鉄線路跡（サイクリングロードに転用）
- 児島塩生郵便局
- 児島警察署 塩生駐在所